# Trioserica maculipennis
Trioserica maculipennis är en skalbaggsart som beskrevs av Miyake och Yamaya 2001. Trioserica maculipennis ingår i släktet Trioserica och familjen Melolonthidae. Inga underarter finns listade i Catalogue of Life.